# Inocybe rivularis
Inocybe rivularis är en svampart som tillhör divisionen basidiesvampar, och som beskrevs av Jacobsson och Vauras. Inocybe rivularis ingår i släktet Inocybe, och familjen Crepidotaceae. Arten är reproducerande i Sverige.